# 邱顕智
邱 顕智（きゅう けんち、1976年4月29日 - ）は、中華民国（台湾）嘉義県出身の人権派弁護士、政治家。中華民国立法院第10期立法委員、時代力量3代目党主席（党首）。

## 略歴
台北大学法学部、ハイデルベルク大学法学大学院卒。
ひまわり学生運動をきっかけに2015年1月25日に成立した時代力量の創設メンバーとなり、第九回中華民国立法委員選挙に時代力量で出馬することを表明する。また、洪仲丘事件、ひまわり学生運動などの弁護士を務めた。
2019年11月12日、第十回中華民国立法委員選挙に時代力量では選挙区では議席ゼロとなったが、不分区（比例区）で3議席、立法院の選挙で当選。